# NGC 1831
NGC 1831 (również ESO 85-SC44) – gromada otwarta, znajdująca się w gwiazdozbiorze Złotej Ryby, w Wielkim Obłoku Magellana. Odkrył ją James Dunlop 3 sierpnia 1826 roku.